# Dabendorf
Dabendorf is een plaats met circa 2.000 inwoners in de Duitse gemeente Zossen, deelstaat Brandenburg. Officieel is het voormalige dorp, dat 3 km ten noord-noordwesten van het stadscentrum ligt, sedert 2003 een stadswijk van Zossen.
Dabendorf heeft een spoorweghalte aan de spoorlijn Berlijn - Dresden.
Tussen Dabendorf en Berlijn ligt de gemeente Rangsdorf.
In Dabendorf heeft in de DDR-periode een fabriek van radio's gestaan (met maximaal ca. 550 werknemers), die na de Duitse hereniging met andere eigenaars tot circa 2015 bleef bestaan en autoradio's produceerde.